# Lei da Transitoriedade Jurídica e Fundacional da República
A Lei da Transitoriedade Jurídica e Fundacional da República, também conhecida como Lei do Regime Jurídico Catalão, é uma lei catalã que visa garantir a segurança jurídica, a sucessão ordenada das administrações e a continuidade dos serviços públicos durante o processo de transição da Catalunha para um Estado independente.
O artigo 1.º do texto estabelece que a Catalunha se constitui numa «República de direito, democrática e social».
O esboço do diploma legal foi divulgado em 29 de dezembro de 2016 e o projeto de lei deu entrada no Parlamento da Catalunha em 28 de agosto de 2017. A lei foi aprovada pelo plenário do Parlamento em 8 de setembro de 2017, com 71 votos a favor, 10 contra e nenhuma abstenção.

## Estrutura
A lei contém um preâmbulo e nove epígrafes:
- Título I: Disposições gerais, território e nacionalidade
- Título II: Sucessão de ordenamentos e das administrações
- Título III: Direitos e deveres
- Título IV: Sistema institucional
- Título V: Poder judicial e administração da justiça
- Título VI: Finanças
- Título VII: Processo constituinte
- Disposições finais